# Max Engelke
Max Engelke (* 20. September 1982 in Hamburg) ist ein deutscher Schauspieler.

## Werdegang
Max Engelke absolvierte in den Jahren 2003 bis 2006 sein Schauspielstudium an der Hochschule für Film und Fernsehen in Potsdam. In der Saison 2006/07 spielte er am Hans-Otto-Theater in Potsdam. Anschließend war er von 2007 bis 2009 am Staatstheater Kassel engagiert, wo er unter anderem den Claudio in Viel Lärm um nichts und den Ferdinand in Kabale und Liebe gab.
Von Januar bis Juli 2010 verkörperte er die Serienfigur Robert Marenbach in der Serie Verbotene Liebe. Im gleichen Jahr spielte er an der Seite von Nora Tschirner die Hauptrolle in dem Film Nullpunkt, der zahlreiche Preise auf diversen Festivals abräumte. Von September 2010 bis April 2011 war Engelke in der Rolle des Dr. Oliver Hardenberg in der ARD-Telenovela Rote Rosen zu sehen. Im April 2011 stieg er aus der Serie aus, um sich anderen Projekten zu widmen.
In dem Ende Oktober 2011 gesendeten ARD Mittwochsfilm Holger sacht nix unter der Regie von Thomas Durchschlag spielte er die Rolle des Nico. Unter der Regie von Katharina Thalbach agierte er in dem Theaterstück Der Raub der Sabinerinnen an der Komödie am Kurfürstendamm. Seit 2012 ist er regelmäßig in Fernsehproduktionen zu sehen. Unter anderem in Die Bergretter, Alarm für Cobra 11, Soko Wismar und Sarah Kohr. In der erfolgreichen ZDF-Serie Dr. Klein spielte er in einer wiederkehrenden Nebenrolle Bastian Kaiser. Zuletzt drehte er 2021 für die Romanverfilmung Laufen unter der Regie von Rainer Kaufmann und spielte in einer Episode der Serie In aller Freundschaft - Die jungen Ärzte unter der Regie von Herwig Fischer. Max Engelke lebt in Hamburg und spricht fließend Englisch, da er ein Jahr in den USA gelebt hat.

## Filmografie
Kino
- 2002: Unter der Decke
- 2003: Wintertage
- 2004: Da Capo al Fine
- 2004: Rosa angesteckt
- 2004: Iwanow
- 2005: Lenz Kurzfilm
- 2005: Der ältere Sohn
- 2006: Kaltmiete
- 2006: Der letzte Bissen
- 2006: Speed Dating
- 2006: 1848/49
- 2009: Varusschlacht
- 2010: Nullpunkt

Fernsehen
- 1999: Freunde fürs Leben
- 1999: Die Kinder vom Alstertal (Fernsehserie, 1 Folge)
- 1999: Die Pfefferkörner (Fernsehserie, 1 Folge)
- 2000: Die Rettungsflieger
- 2003: Inga Lindström – Sehnsucht nach Marielund
- 2004: Das Zimmermädchen
- 2005: girl friends – Freundschaft mit Herz
- 2005: Das Duo – Blutiges Geld
- 2006: Da kommt Kalle
- 2006: Küstenwache – Hai-Alarm (Fernsehserie)
- 2006: Krimi.de (Fernsehserie, Folge  Netzpiraten)
- 2007: Die Rettungsflieger (Fernsehserie, 1 Folge)
- 2009: Danni Lowinski
- 2009: Küstenwache – Der Mörder ohne Gesicht
- 2010, 2013: Der Landarzt (Fernsehserie, 2 Folgen)
- 2010: Verbotene Liebe (Telenovela)
- 2011: Die Stein (Fernsehserie, Folge Irrungen und Wirrungen)
- 2010–2011: Rote Rosen (Telenovela)
- 2011: Holger sacht nix
- 2012: Wege zum Glück – Spuren im Sand (ZDF-Telenovela)
- 2012: Nicht mit mir, Liebling
- 2012: Familie Dr. Kleist (Fernsehserie)
- 2014: Charlottes Welt – Geht nicht, gibt’s nicht
- 2016: Alarm für Cobra 11 – Die Autobahnpolizei (Fernsehserie, Folge Vaterfreuden)
- 2017: Morden im Norden (Fernsehserie, Folge Aschenputtel)
- 2017: Inga Lindström – Verliebt in meinen Chef
- 2019: Rosamunde Pilcher – Pralinen zum Frühstück
- 2019: Sarah Kohr – Das verschwundene Mädchen
- 2020: Notruf Hafenkante (Fernsehserie, Folge Stiefsöhne)
- 2022: In aller Freundschaft – Die jungen Ärzte (Fernsehserie, Folge Verdachtsmomente)
- 2022: Inga Lindström – Jemand liebt dich
- 2023: Gute Zeiten, schlechte Zeiten (Fernsehserie)